# Iris lortetii
Iris lortetii är en irisväxtart som beskrevs av William Barbey och Pierre Edmond Boissier. Iris lortetii ingår i släktet irisar, och familjen irisväxter.

## Underarter
Arten delas in i följande underarter:
- I. l. lortetii
- I. l. samariae

## Bildgalleri

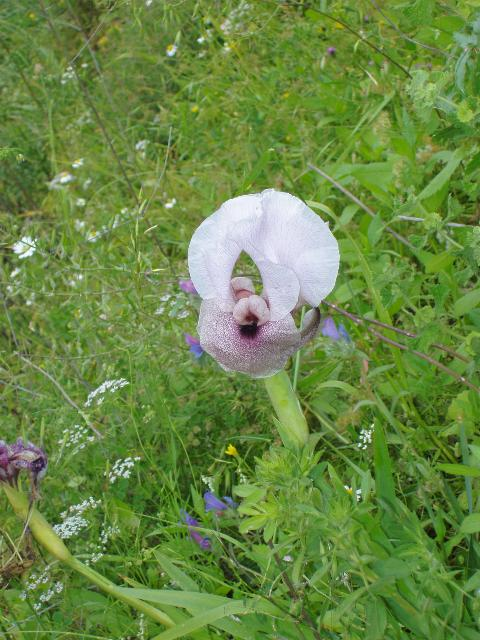
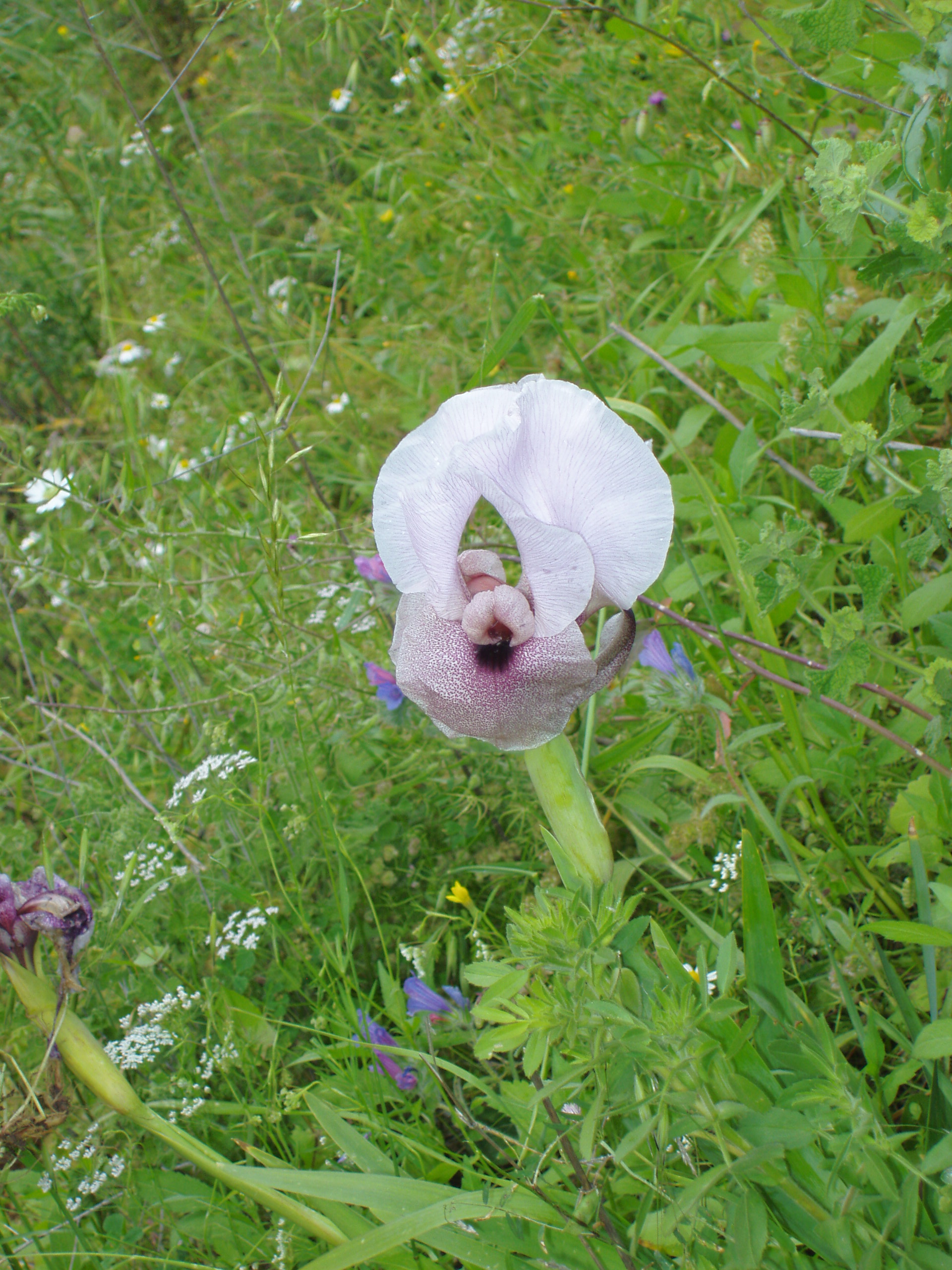
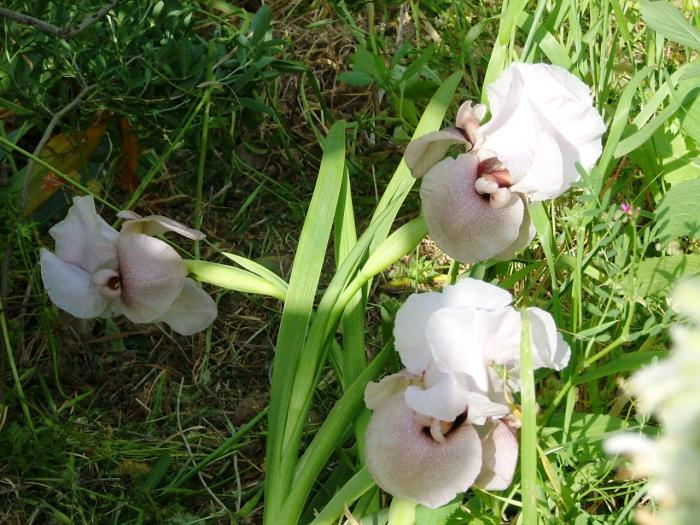
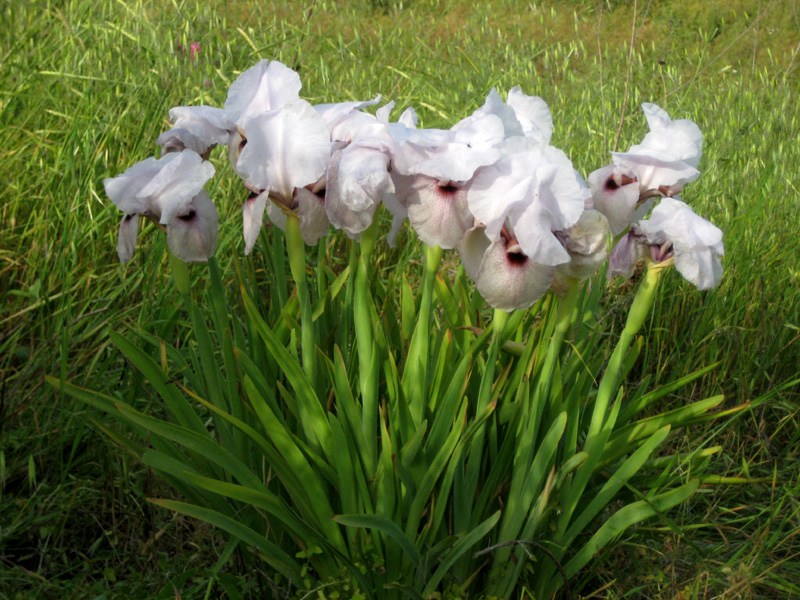